# Роза Коян
Роза Коян — активістка з прав людини та захисту навколишнього середовища з Папуа — Нової Гвінеї.

## Життєпис
Коян є провідним членом Bismarck Ramu Group, неурядової організації, що базується в провінції Маданг, Папуа-Нова Гвінея. Група представляє корінні громади з питань розвитку та збереження. Група веде юридичні змагання проти досягнень міжнародних корпорацій, зокрема в галузі видобутку ресурсів і виробництва пальмової олії.
Коян також працює з хворими на проказу, щоб допомогти їм вести активне життя, і відстоює їхні потреби.
Койан працювала з Оклендським інститутом над фільмом «На нашій землі», який вийшов у 2013 році і описала швидке та масове привласнення землі Папуа-Нової Гвінеї іноземними корпораціями.

### Публікації
- 'Social and economic impact of climate change in Papua New Guinea'. Catalyst, Vol. 42, No. 1, 2012: 69-83.[8][9]